# Hatné
Hatné (Hongaars: Hatna) is een Slowaakse gemeente in de regio Trenčín, en maakt deel uit van het district Považská Bystrica.
Hatné telt 596 inwoners.